# Donald Marquardt
Pour les articles homonymes, voir Marquardt (homonymie).
Donald W. Marquardt (13 mars 1929 à New York - 5 juillet 1997 à New Castle (Delaware)) était un statisticien américain qui a publié l'algorithme d'ajustement aux moindres carrés d'équations non linéaires, développé par Kenneth Levenberg et connu sous le nom d'algorithme de Levenberg-Marquardt .

## Biographie
Donald Marquardt fut embauché par la société DuPont de Nemours en 1953 et y travailla pendant 39 ans. Il y fonda et dirigea la gestion de la qualité dans le département “DuPont & Technology Center”.
C'est en 1963 qu'il publia son article sur l'estimation de paramètres de systèmes non-linéaires par une version de la méthode des moindres carrés. Marquardt avait développé son algorithme, sur la base des travaux de Levenberg, pour ajuster des données empiriques de laboratoire à des modèles chimiques non-linéaires.
Les travaux de Marquardt sont également connus dans les problèmes d'estimation des séries temporelles (voir Modèles de Box et Jenkins).
En tant que responsable du département “DuPont-Statistiques appliquées”, il dirigea la gestion de la qualité des produits, les méthodes et les systèmes informatiques de la Société DuPont des années 1970 à la fin des années 1990.
En 1991, il créa sa propre entreprise, Donald W. Marquardt et Associés, qui offrait des conseils et des formations en gestion de la qualité, en assurance qualité, en statistique appliquée, en planification stratégique et en changement organisationnel.
Il est mort d'une crise cardiaque à l'âge de 68 ans.

## Distinctions et récompenses
- Président de l'American Statistical Association (1986) ;
- Délégué élu de l'International Statistical Institute ;
- Chef de la délégation américaine au Groupe international de rédaction de la norme de Qualité ISO 9000 ;
- Médaille Shewhart de l'American Society for Quality (en) (1987) ;
- Distinction “Statistician of the Year” de l'American Statistical Association (1993–1994)
- Prix “Founders Award” de l'American Statistical Association (1995) ;
- Prix “Meritorious Service Award” de l'American National Standards Institute.